# 蘇沃羅沃
蘇沃羅沃是保加利亞的城鎮，位於該國東北部，距離首府瓦爾納34公里，由瓦爾納州負責管轄，海拔高度246米，受大陸性氣候影響，2009年人口4,723，居民主要信奉東正教。

## 外部連結
- Suvorovo municipality website （保加利亚文） （英文） （法文） （西班牙文） （俄文）

43°20′N 27°36′E / 43.333°N 27.600°E